# Raney Peak
Raney Peak är en bergstopp i Antarktis. Den ligger i Östantarktis. Nya Zeeland gör anspråk på området. Toppen på Raney Peak är 1 894 meter över havet.
Terrängen runt Raney Peak är kuperad åt nordväst, men åt sydost är den bergig. Terrängen runt Raney Peak sluttar österut. Trakten är obefolkad. Det finns inga samhällen i närheten. 